# Municipio de Pentwater
El municipio de Pentwater (en inglés: Pentwater Township) es un municipio ubicado en el condado de Oceana en el estado estadounidense de Míchigan. En el año 2010 tenía una población de 1515 habitantes y una densidad poblacional de 41,28 personas por km².

## Geografía
El municipio de Pentwater se encuentra ubicado en las coordenadas 43°45′44″N 86°25′6″O / 43.76222, -86.41833. Según la Oficina del Censo de los Estados Unidos, el municipio tiene una superficie total de 36.7 km², de la cual 33,3 km² corresponden a tierra firme y (9,27 %) 3,4 km² es agua.

## Demografía
Según el censo de 2010, había 1515 personas residiendo en el municipio de Pentwater. La densidad de población era de 41,28 hab./km². De los 1515 habitantes, el municipio de Pentwater estaba compuesto por el 97,03 % blancos, el 0,07 % eran afroamericanos, el 0,92 % eran amerindios, el 0,26 % eran asiáticos, el 0,86 % eran de otras razas y el 0,86 % eran de una mezcla de razas. Del total de la población el 2,11 % eran hispanos o latinos de cualquier raza.